# Mons Fortis (topónimo)

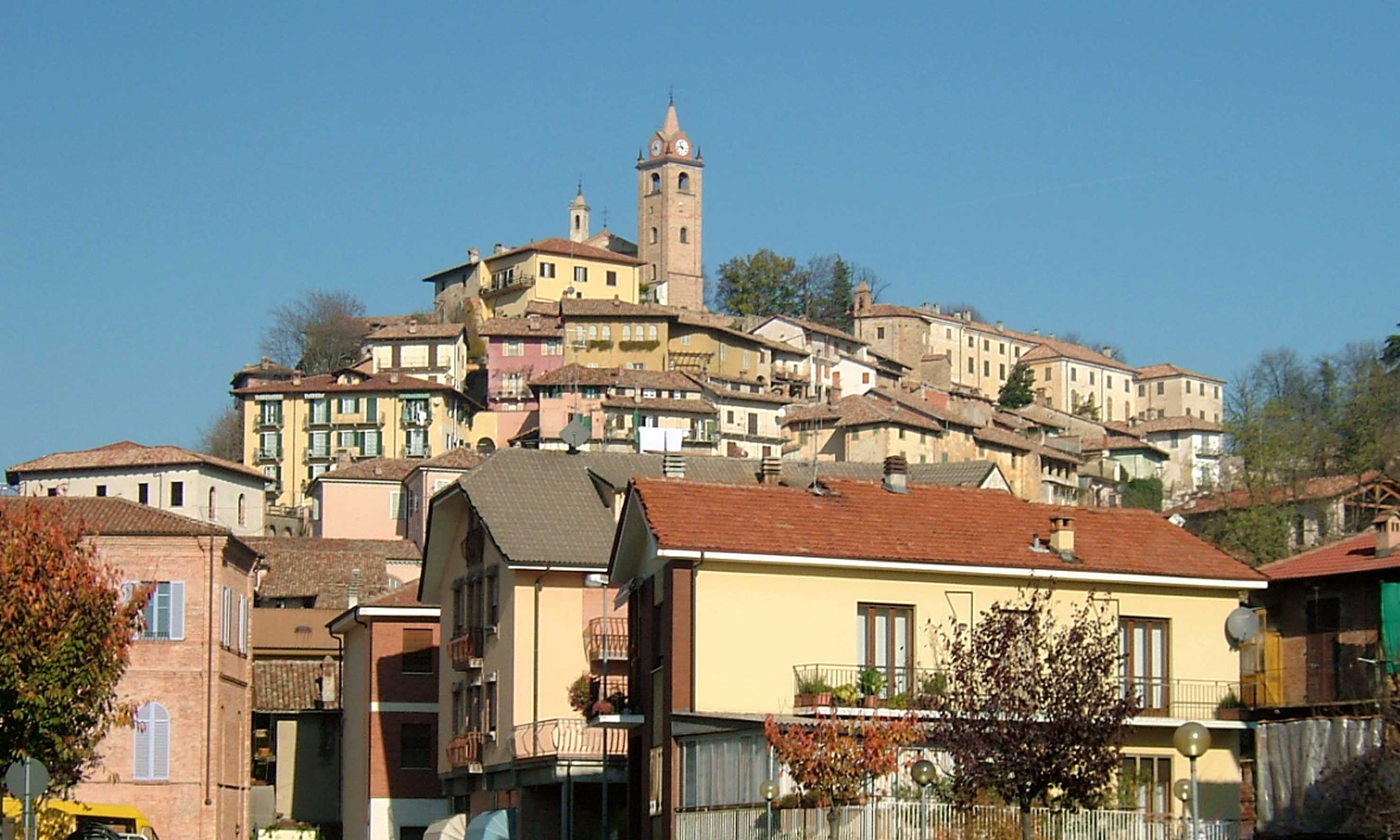
Imagen de Monforte de Alba en la región de Piamonte, en Italia.

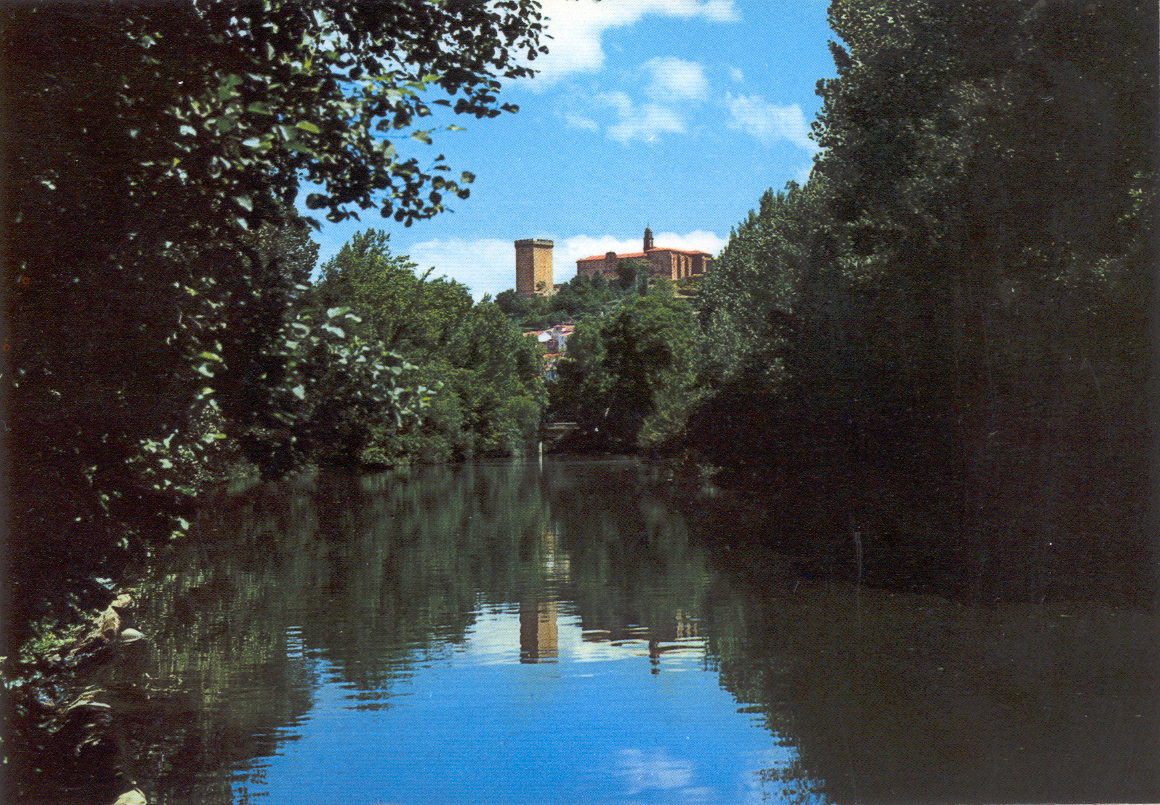
Vista de Monforte de Lemos desde el Cabe.

La expresión en latín Mons Fortis ha derivado en diversos idiomas en los topónimos de Monforte, Montfort, Monteforte, Monfort o Montfoort con el que se conocen a diversas localidades y lugares del mundo. La mayor parte se localizan en Europa Occidental y su origen remonta a los tiempos de la Edad Media asociadas al proceso de urbanización y fundación de ciudades característico de la época, que emprendido en algunos casos por órdenes caballerescas o religiosas, ha alimentado diferentes leyendas y mitos en algunos casos con rasgos comunes.

## Etimología y localización
El nombre de Monforte y variantes deriva de la expresión latina Mons Fortis o "Monte Fuerte", referida a una elevación estratégica aprovechada para la construcción de una fortificación, torre o castillo, que se encuentra como rasgo común en muchas de las poblaciones del mismo nombre. 

### En España
- Monforte de Lemos, en la provincia de Lugo.
- Monforte del Cid, en la provincia de Alicante.
- Monforte de Moyuela, en la provincia de Teruel.
- Monforte de la Sierra, en la provincia de Salamanca.

### En Portugal
- Monforte, en el distrito de Portalegre
- Monforte da Beira, en Castelo Branco
- Santo António de Monforte, en Chaves
- Monfortinho, en Idanha-a-Nova.

### En Italia
- Monforte de San Jorge - en la provincia de Mesina, en Sicilia
- Fragneto Monforte, en la comarca del Benevento.
- Monforte d'Alba, en la provincia de Cuneo.

### En Francia
- Montfort, comuna del departamento de Alpes de Alta Provenza.
- Montfort, comuna del departamento de Doubs.
- Montfort, comuna del departamento de Maine y Loira.
- Montfort, comuna del departamento de Pirineos Atlánticos.
- Montfort-l'Amaury, comuna del departamento de Yvelines.
- Montfort-le-Gesnois, comuna del departamento de Sarthe.
- Montigny-Montfort, comuna del departamento de Côte d'Or.
- Montfort-sur-Meu, comuna del departamento de Ille-et-Vilaine.
- Montfort-sur-Risle, comuna del departamento de Eure.
- They-sous-Montfort, comuna del departamento de Vosgos.
- Monfort (sin "t" intercalada), comuna del departamento de Gers.

### En los Estados Unidos
- Montfort, localidad del estado de Wisconsin.

### En Israel
- El Castillo de  Montfort (Starkenberg, Qalaat al-Qarn), teutónico del antiguo Reino de Jerusalén.

### En los Países Bajos
- Montfort, villa y antigua comunidad de la provincia de Limburgo, integrada en los años 1990 en la comunidad de Ambt Montfort.
- Montfoort

## Origen
A partir de la Primera Cruzada de 1099, el topónimo Monforte se encuentra documentado en diversos escritos que se han podido conservar en el caso de España:
- Monforte de Moyuela: Monfort es como aparece ya en la Carta Puebla de 1157:

In nomine sancte et individue trinitatis. Ego Raimundus Dei gracia comes barchinonensis et princeps aragonensis facio hanc cartam donationis et cesionis vobis omnibus populatoribus de Monfort qui ibi estis populati veneritis.

- Monforte del Cid: En el siglo XIII, la localidad recibía el nombre de Nompot (como consta en los fueros de la ciudad de Alicante). El 28 de diciembre de 1328 el rey  Alfonso "El Benigno" cedió la aldea de Nompot como parte de una serie de aldeas y villas en herencia a su otro hijo, el infante Fernando de la Cerda. En un libro de cuentas de Don Fernando de 1355 ya se cita la localidad con el nombre de Monfort.[1][2] En 1708 se castellaniza el nombre, pasándose a llamar "Monforte" y en 1916, la Presidencia del Consejo de Ministros, según Real Decreto de 27 de junio de 1916, aprueba la denominación de Monforte de la Rambla. Pero ese mismo año, en una reunión celebrada en el ayuntamiento a petición de la mayoría de la población (que no les gustaba ese nombre) se solicitó formalmente el cambio de denominación por la del actual Monforte del Cid, siendo aprobada la solicitud mediante el Real Decreto de 4 de diciembre de 1916[1][2]

- Monforte de la Sierra: A finales del siglo XII Raimundo de Borgoña, noble al servicio de la Corona castellana casado con Urraca I de León y Castilla, estableció un dominio en la zona. La Sierra de Francia fue fortificada y repoblada por Raimundo a encargo del rey Alfonso IX, con repobladores desde Francia. Prueba de ello[cita requerida] son los topónimos de Sierra de Francia, río Francia, Peña de Francia o Mesa del Francés situados en la misma zona.

## Heráldica
En los escudos heráldicos de los diferentes municipios, un monte sumado de una torre o un castillo son figuras empleadas frecuentemente como armas parlantes, es decir, que remiten directamente a la etimología del lugar, en este caso referidas a la fortificación de la cima. En Monforte de Lemos, el monte y torre evocan directamente la fortaleza-monasterio de San Vicente del Pino.

Monforte de Lemos
Monforte (Portalegre)
Monforte del Cid
Monforte de Moyuela

## Advocación religiosa
La advocación a San Jorge, Santa María Magdalena, San Juan Bautista y San Sebastián fue principal en algunos de estos municipios, con iglesias, monasterios y ermitas dedicadas a estos santos. En el siglo XVI esta oficialidad fue cambiada por otros santos, en algunos municipios. (Ej. Monforte del Cid)